# Texasmädel
Texasmädel (Originaltitel: Sérénade au Texas) ist eine französische Westernparodie aus dem Jahr 1958, den Richard Pottier inszenierte. Im deutschsprachigen Raum erfolgte die Erstaufführung am 16. Dezember 1960.

## Handlung
Der Warenhaus-Angestellte Jacques Gardel, der in Honfleur in der Musikabteilung arbeitet und gelegentlich selbst singt, erfährt von Notar Quilleboeuf, dass er Erbe eines texanischen Ölfeldes geworden ist. Als die beiden nach Big Bend kommen, erfahren sie Ablehnung und Schweigen. Sie tun sie sich mit dem Varietékünstler Roderick und dessen beiden Töchtern Sylvia und Rose zusammen, um die Stadt vom Terror der Schwarzen Reiter zu befreien, als deren Hintermann der Bankier von Dawson City entlarvt werden kann. Dies gelingt ihnen auch am Ende; das Ölfeld kann in Besitz genommen werden. Jacques bleibt, mit einer der Töchter verheiratet, in Texas, Jérôme kehrt nach Frankreich zurück.

## Kritik
„Anspruchslose musikalische Western-Parodie mit knallbunten Farben - thematisch dünn, allenfalls mittelmäßig in der Komik.“